# Argyreia nitida
Argyreia nitida är en vindeväxtart som först beskrevs av Louis Auguste Joseph Desrousseaux, och fick sitt nu gällande namn av Jacques Denys Denis Choisy. Argyreia nitida ingår i släktet Argyreia och familjen vindeväxter. Inga underarter finns listade i Catalogue of Life.

## Bildgalleri

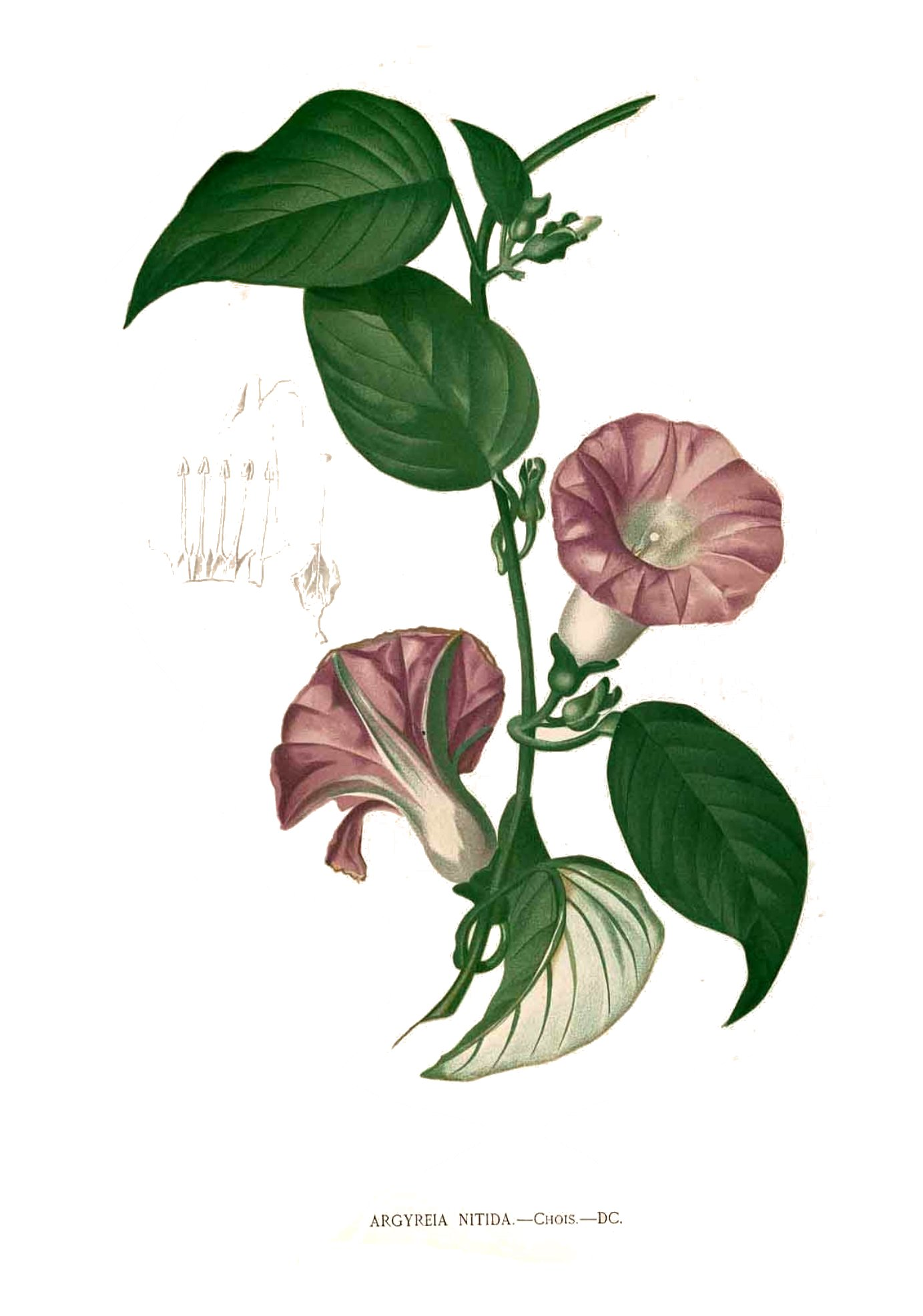
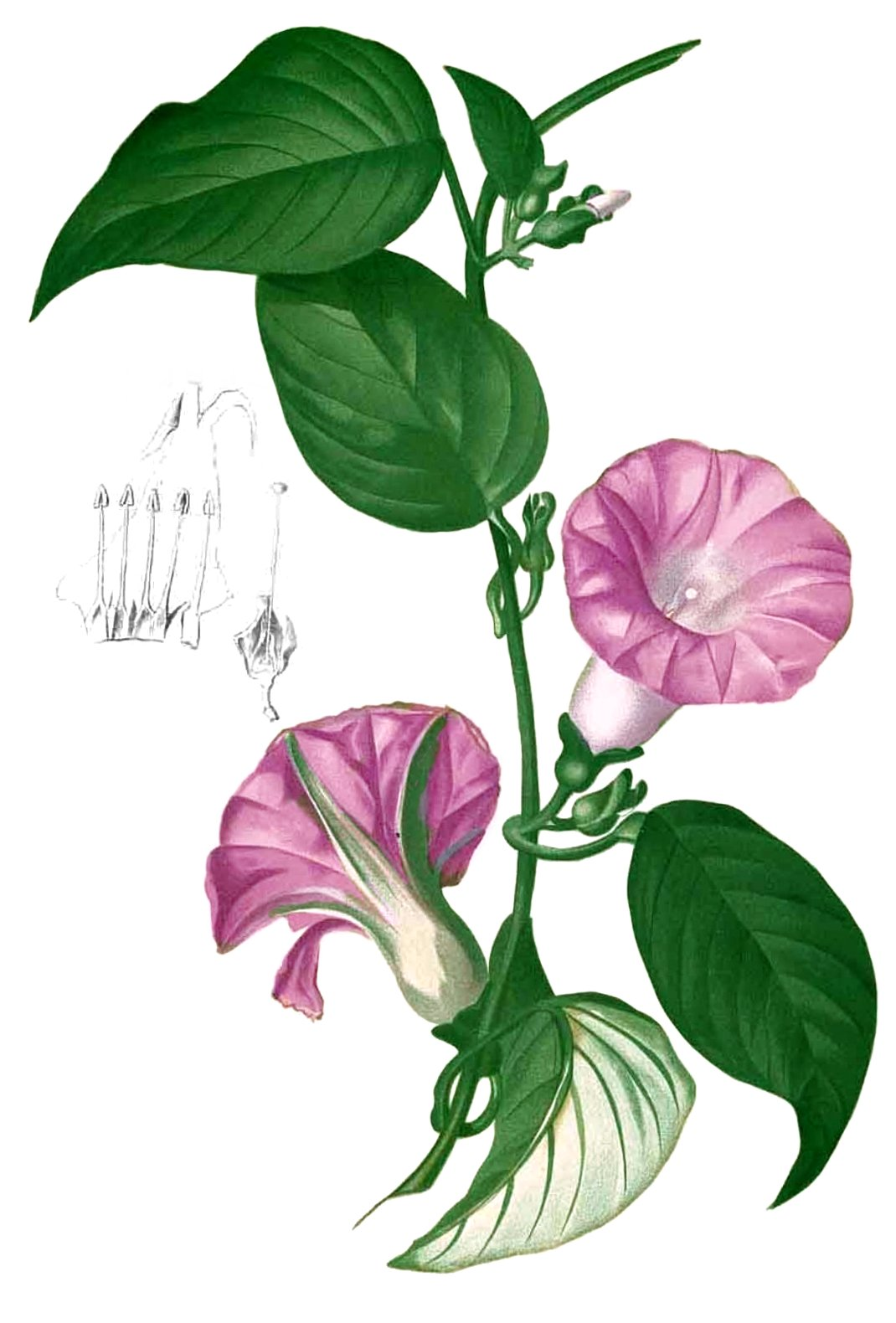
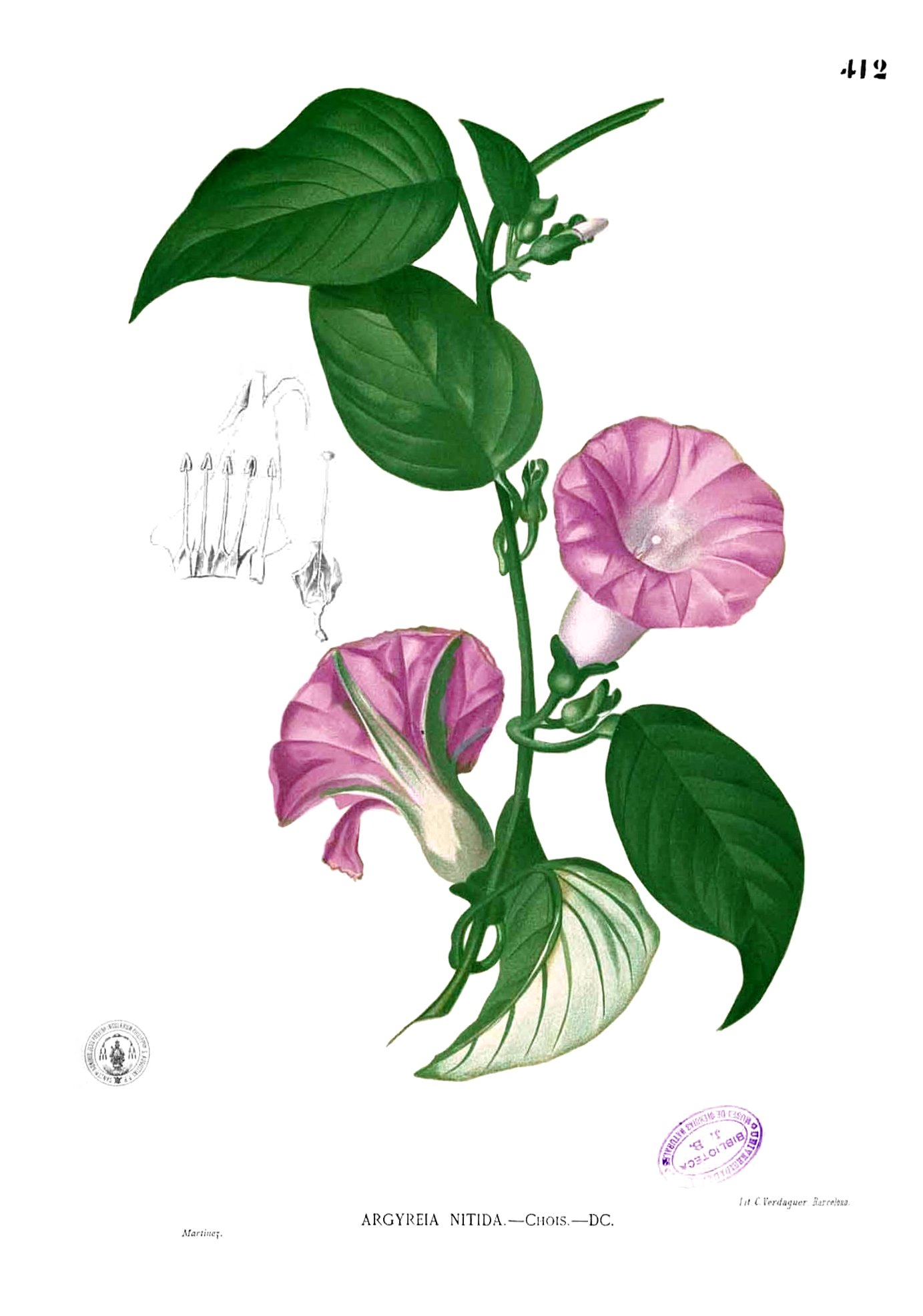